# Artur Abreu
Pour les articles homonymes, voir Abreu.
Artur Abreu, né le 11 août 1997 à Niederkorn, est un footballeur luxembourgeois qui joue au poste d'ailier gauche au FC Differdange 03.

## Biographie

### FC Differdange 03 (2013-2015)
Formé au club puis au CS Pétange, le joueur commence sa carrière au sein du FC Differdange 03, en BGL Ligue.
Il dispute son premier match en Ligue Europa, lors du 1er tour face au club lituanien du FK Atlantas.

### UT Pétange (2015-2024)
En 2015, il rejoint l'UT Pétange alors en Promotion d'Honneur et inscrit un total de 11 buts en championnat la première saison, permettant au club de montée en BGL Ligue en terminant 2e.

#### Prêt au Vitória SC (2017-2018)
Désireux de jouer au plus haut niveau suite à ses belles performances en BGL Ligue, le joueur rejoint le Vitória SC en 2017, en prêt, et rejoint l'équipe réserve du club,.
Lors de son cinquième match avec son nouveau club, il inscrit directement un but face au SL Benfica B, offrant la victoire à son équipe.

### FC Differdange 03 (depuis 2024)
Le 26 janvier 2024, le joueur s'engage avec son ancien club formateur, le FC Differdange 03, alors leader de BGL Ligue,,.
Avec son nouveau club, il remporte directement à la fin de la saison le titre de champion de BGL Ligue.

## Palmarès
| FC Differdange 03 (4) :                                                                                                | UT Pétange :                                 |
| --- | -------------------------------------------- |
| - BGL Ligue (2) - Vainqueur : 2024 et 2025 - Vice-champion : 2015 - Coupe du Luxembourg (2) - Vainqueur : 2015 et 2025 | - Promotion d'Honneur - Vice-champion : 2016 |